# Domowina
Domowina är en organisation för sorbiska kulturföreningar, med säte i Bautzen/Budyšin.
Domowina betyder ”hembygd” på sorbiska. Organisationen grundades i Hoyerswerda/Wojerecy 1912. 